# DN13E
De DN13E (Drum Național 13E of Nationale weg 13E) is een weg in Roemenië. Hij loopt van Feldioara via Sfântu Gheorghe en Covasna naar Întorsura Buzăului. De weg is 87 kilometer lang. 